# San Cono (Cessaniti)
San Cono is een plaats (frazione) in de Italiaanse gemeente Cessaniti.